# Seodaemun-gu
Pour les articles homonymes, voir Seodaemun (homonymie).
Seodaemun-gu (hangul : 서대문구 ; hanja : 西大門區 ; signifie « Grande porte de l'Ouest ») est un arrondissement (gu) de Séoul situé au nord du fleuve Han. Point d'entrée historique de la ville, l'arrondissement s'articule autour d'axes majeurs (Tongil-ro, Yeonhui-ro, Seongsan-ro) et d'importants blocs montagneux (Bukhansan, Ansan).
C'est un haut lieu de l'éducation, avec entre autres les universités de Yonsei et Ewha, et les quartiers étudiants entre Ewha et Sinchon.

## Quartiers
Seodaemun est divisé en 14 quartiers (dong) :
- Sinchon-dong (신촌동 新村洞)
  - Daesin-dong (대신동 大新洞)
  - Bongwon-dong (봉원동 奉元洞)
  - Daehyeon-dong (대현동 大峴洞)

- Bukgajwa-dong (북가좌동 北加佐洞) 1∼2
- Bugahyeon-dong (북아현동 北阿峴洞)
- Changcheon-dong (창천동 滄川洞)
- Cheonyeon-dong (천연동 天然洞)
  - Hyeonjeo-dong (현저동 峴底洞)
  - Naengcheon-dong (냉천동 冷泉洞)
  - Yeongcheon-dong (영천동 靈泉洞)
  - Okcheon-dong (옥천동 玉川洞)

- Chunghyeon-dong (충현동 忠峴洞)
  - Chungjeongno-dong (충정로동 忠正路洞)
  - Hap-dong (합동 蛤洞)
  - Migeun-dong (미근동 渼芹洞)
- Hongeun-dong (홍은동 弘恩洞) 1∼2
- Hongje-dong (홍제동 弘濟洞) 1∼3
- Namgajwa-dong (남가좌동 南加佐洞) 1∼2
- Yeonhui-dong (연희동 延禧洞)

## Lieux importants
- Quartier chinois ('Chinatown') dans le quartier de Yeonhui (연희동)
- Temple bouddhiste Bongwon-sa
- Prison de Seodaemun
- Porte de Dongnimmun
- Ewha Womans University
- Université Yonsei